# Yến núi
Yến núi (tên khoa học: Aerodramus brevirostris) là một loài chim trong họ Apodidae.